# Ханссон, Ардо
Ардо Ханссон (эст. Ardo Hillar Hansson; род. 1958) — эстонский экономист и банкир. Является автором ряда статей по политической экономике.

## Биография
Родился 15 июля 1958 года в Чикаго.
В 1976—1980 годах учился в канадском университете Британской Колумбии, получив степень бакалавра экономики. В 1982—1987 годах обучался в Гарвардском университете — магистр, доктор экономики. В 1987—1990 годах работал в университете Британской Колумбии ассистентом профессора в экономическом департаменте. 
В 1990—1996 годах Ханссон был экономическим советником правительства в центральных банках Польши, Словении, Монголии и Украины. Одновременно в 1992—1994 годах работал советником по экономическим вопросам премьер-министра Эстонской республики. В течение одного, 1997 года, был членом правления «Эстонских железных дорог». В 1993—1998 годах — член Наблюдательного совета Банка Эстонии. С 1998 по 2011 годы работал во Всемирном банке в странах Балтии, Польше, Югославии,  Сербии, Черногории и Китае. С 2012 года руководит Банком Эстонии.
Ардо Ханссон женат на Трийну Томбак (эст. Triinu Tombak, род. 1971), банковском работнике; они имеют двоих сыновей. Ханссон свободно владеет эстонским и английским языками, со словарём — французским и шведским. В июне 2012 года он купил жилую недвижимость общей площадью 600 м² из шести комнат в таллинском районе Нымме.

## Награды
- Эстонский журнал Luup («Лупа») в 1997 году признал Ардо Ханссона «Человеком года».
- В 1998 году он был награждён орденом Белой звезды 3-й степени.
- В 2013 году награждён литовским орденом «За заслуги перед Литвой» (гранд-офицер)[5].